# Hubert Urach
Hubert Urach (* 31. August 1945 in Lamprechtsberg, Gemeinde Lavamünd) ist ein österreichischer Musiker und Komponist.
Er ist einer der Gründer der Original fidelen Lavanttaler aus Kärnten. Die Ursprünge der Gruppe gehen ins Jahr 1963 zurück, als Hubert Urach gemeinsam mit seinen Brüdern Leopold und Robert († 2015) erste Auftritte als Trio Urach absolvierte. Seit dem Tod von Robert Urach ist die Formation nicht mehr professionell unterwegs.
2013 wurde Urach gemeinsam mit seinen Brüdern mit dem Goldenen Verdienstzeichen der Republik Österreich ausgezeichnet. Urach gehört dem Vorstand des Verbands Österreichischer Volks- und Unterhaltungsmusikkomponisten an.